# Luttenberg
Luttenberg est un village situé dans la commune néerlandaise de Raalte, dans la province d'Overijssel. Le 1er janvier 2008, le village comptait 1 107 habitants.

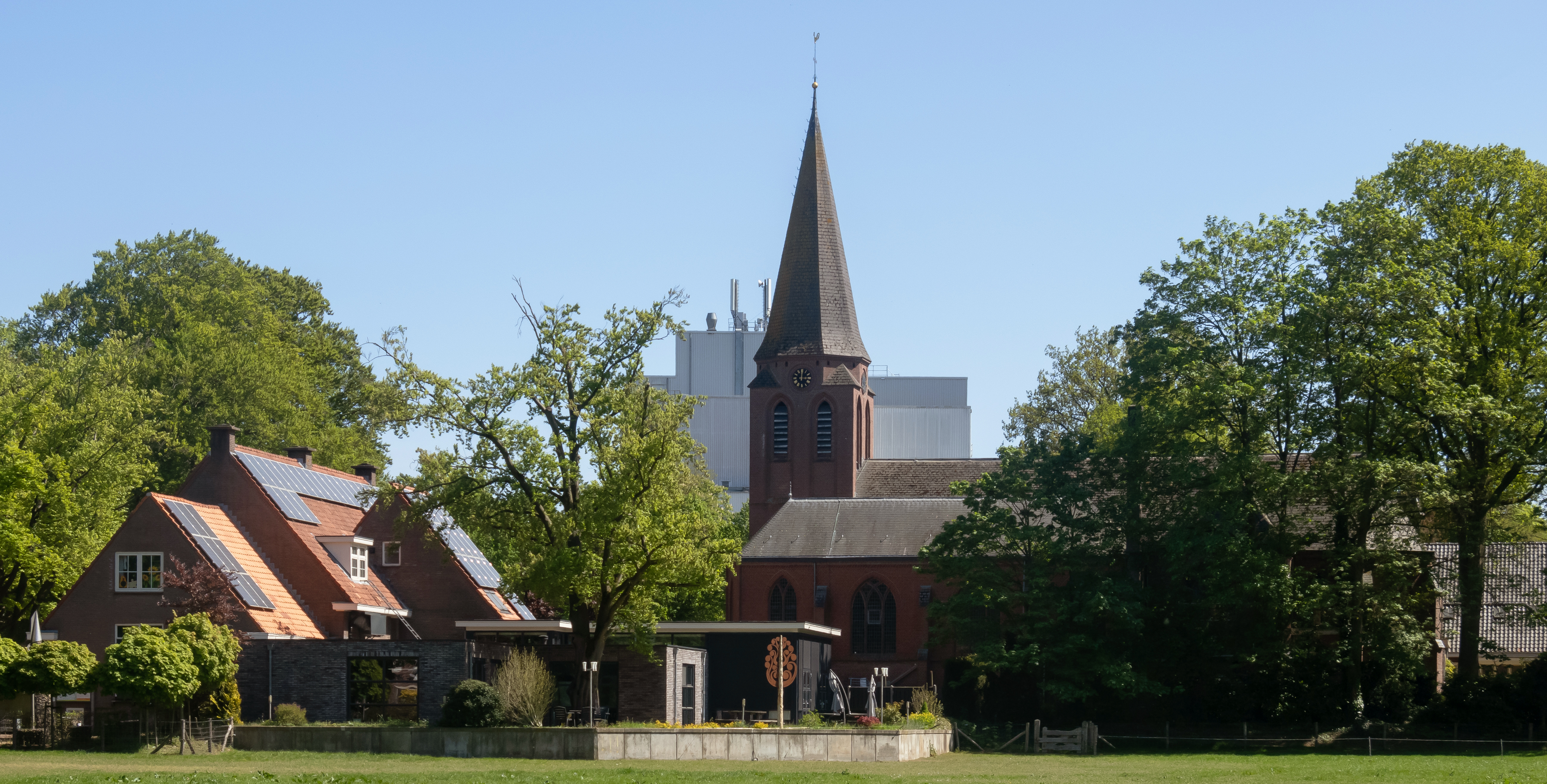
Luttenberg, l'église catholique